# Luciano Russo
Luciano Russo (* 23. Juni 1963 in Lusciano, Provinz Caserta) ist ein italienischer Geistlicher, Kurienerzbischof der römisch-katholischen Kirche und Diplomat des Heiligen Stuhls.

## Leben
Nach dem Besuch einer katholischen Elementarschule in Parete absolvierte Luciano Russo am Bischöflichen Seminar in Aversa die Mittel- und Gymnasialstufe. Anschließend studierte er als Alumne des Almo Collegio Capranica von 1981 und 1988 an der Päpstlichen Universität Gregoriana Katholische Theologie und Philosophie und schloss diese Studien jeweils mit dem Bakkalaureat in Philosophie und Theologie ab. Am 1. Oktober 1988 empfing er durch den Bischof von Aversa, Giovanni Gazza SX, das Sakrament der Priesterweihe. Anschließend war er von 1988 bis 1991 als Lehrer am Bischöflichen Seminar und als Kaplan in der Pfarrei San Michele alla ferovia in Aversa tätig.
Ab 1991 absolvierte er ein Aufbaustudium an der Päpstlichen Diplomatenakademie, das er mit einer Promotion zum Dr. iur. can. an der Päpstlichen Lateranuniversität abschloss. Am 1. Juli 1993 trat er in den diplomatischen Dienst des Heiligen Stuhls ein und war anschließend als Nuntiatursekretär und Nuntiaturrat in den Apostolischen Nuntiaturen in Papua-Neuguinea, den Salomon-Inseln, Honduras, Syrien, Brasilien, den Niederlanden, den Vereinigten Staaten von Amerika und Bulgarien tätig. Papst Johannes Paul II. verlieh ihm am 6. Juli 1996 den Ehrentitel Kaplan Seiner Heiligkeit (Monsignore) und am 1. Juli 2006 den Titel Ehrenprälat Seiner Heiligkeit.
Am 27. Januar 2012 ernannte ihn Papst Benedikt XVI. zum Titularerzbischof von Monteverde und zum Apostolischen Nuntius sowie am 16. Februar 2012 zudem zum Apostolischen Nuntius in Ruanda. Die Bischofsweihe spendete ihm Kardinalstaatssekretär Tarcisio Bertone SDB am 14. April desselben Jahres. Mitkonsekratoren waren Kurienerzbischof Giovanni Angelo Becciu und der Bischof von Aversa, Angelo Spinillo.
Papst Franziskus ernannte ihn am 14. Juni 2016 zum Apostolischen Nuntius in Algerien und Tunesien. Am 22. August 2020 bestellte ihn Papst Franziskus zum Apostolischen Nuntius in Panama. Papst Franziskus berief ihn am 18. Dezember 2021 zum Apostolischen Nuntius in Uruguay.
Am 10. September 2022 ernannte ihn Papst Franziskus zum Sekretär für die Päpstlichen Vertretungen im Staatssekretariat des Heiligen Stuhls.